# 오준석 (정치인)
오준석(1927년 4월 9일~2006년 3월 25일)은 대한민국의 정치인이다. 제7·8·9·10대 국회의원을 지냈다. 

## 학력
- 부산대학교 법학 학사

## 역대 선거 결과
|  | 65.84% |

|  | 53.74% |

|  | 26.14% |

|  | 0% |

|  | 11.66% |